# Birthday (пісня Кеті Перрі)
«Birthday» (укр. День Народження) — пісня, записана американською співачкою Кеті Перрі для її четвертого студійного альбому  Prism (2013). 21 квітня 2014 композиція була випущена як наступний сингл.